# Klebeband (Kunstsammlung)

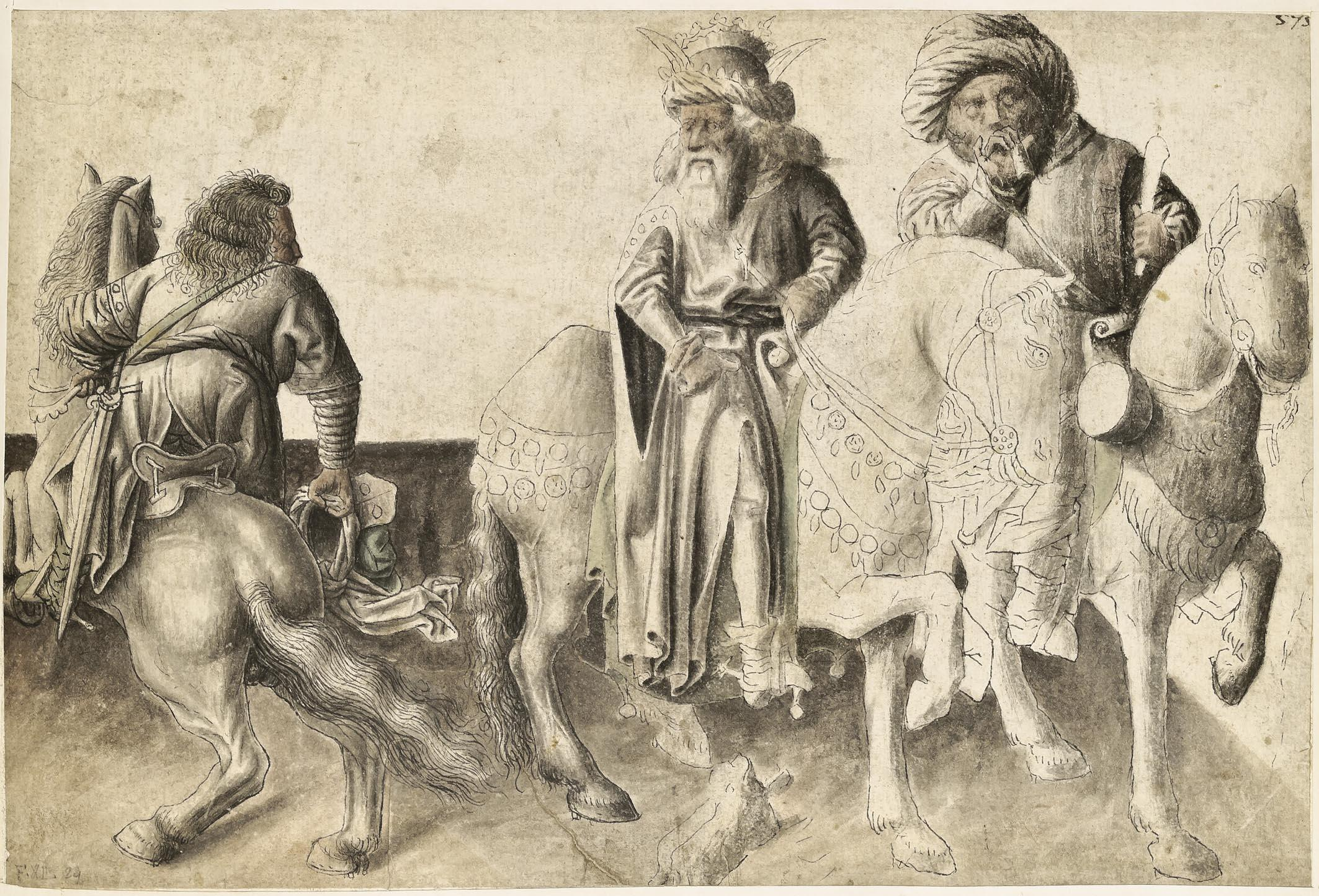
Federzeichnung Drei Reiter, um 1440; aus dem Kleinen Klebeband

Als Klebeband wird eine Sammlung von grafischen Werken bezeichnet, die zu Aufbewahrungs- und Präsentationszwecken auf den leeren Seiten eines Buches mit Kleister fixiert wurden. Die Blätter waren damit vor Beschädigung sowie vor Verlust geschützt. Die Blätter in Klebebänden zusammenzufassen war vom 16. bis ins 18. Jahrhundert in Europa eine nicht seltene Methode, umfangreichere Sammlungen an gezeichneten und gedruckten, zum Teil auch aus anderen Werken ausgeschnittenen Einzelblättern zu bewahren. Da das Einkleben selbst auch zu Beschädigungen führen konnte, setzte sich ab dem 17. Jahrhundert das Auflegen der Blätter auf lose Kartons durch.
Die erhalten gebliebenen Klebebände sind heute meist Bestandteil öffentlicher Sammlungen oder Bibliotheken. Sie sind Gegenstand wissenschaftlicher Forschungen, vor allem in den Bereichen Kunstgeschichte und Geschichte.

## Beschreibung und Bedeutung
Bei den Einzelblättern, die in den Klebebänden enthalten sind, handelt es sich vor allem um Kupferstiche, Radierungen, Holzschnitte und Handzeichnungen, die zwischen dem 15. und 18. Jahrhundert entstanden sind. Wohlhabende Kunstsammler wie beispielsweise der Fürst Maximilian Willibald von Waldburg-Wolfegg ließen die kostbaren Einzelblätter in großformatigen Büchern mit ledergebundenen Einbänden zusammenfassen. Neben Porträts wichtiger Persönlichkeiten und Städteansichten wurden auch Ausschnitte aus Druckwerken mit Texten und Abbildungen in die Klebebände eingefügt.

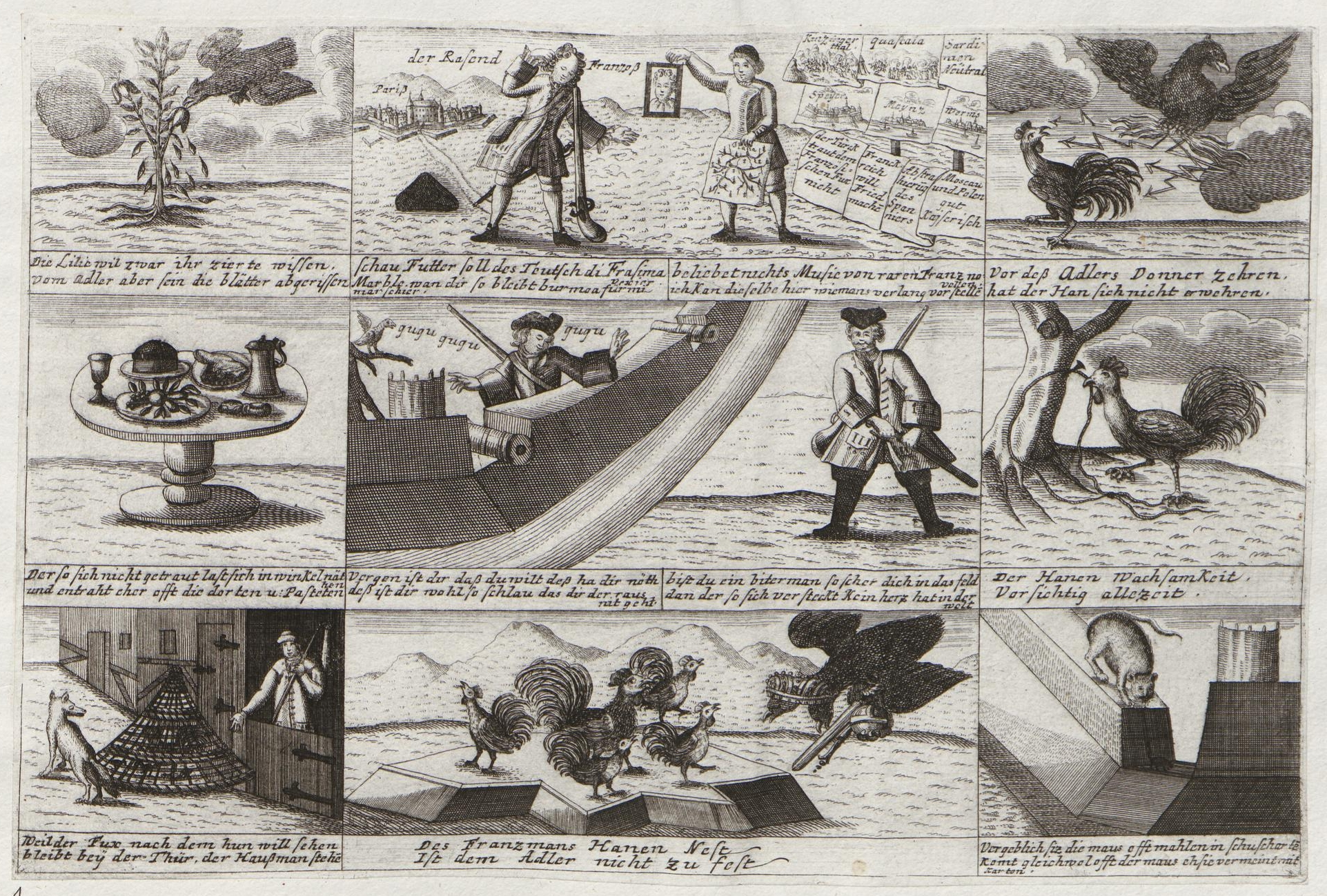
Bilderbogen zum Polnischen Thronfolgekrieg, Grafik um 1735 aus dem „Arolser Klebeband“ Nr. 18

Manche Klebebände wurden wieder auseinandergenommen, um die darin enthaltenen Blätter einzelnen Künstlern zuordnen oder sie in verschiedene Spezialsammlungen integrieren zu können. So ließ etwa 1930 Ernst von Frisch, der damalige Leiter der Salzburger Studienbibliothek, einen unter dem Namen „Wolf-Dietrich-Klebeband Städtebilder“ bekannten Klebeband mit 120 eingeklebten Landkarten und Stadtansichten aus der zweiten Hälfte des 16. Jahrhunderts, der dem Salzburger Fürsterzbischof Wolf Dietrich von Raitenau zugeschrieben wird, in der Albertina in Wien von dem Kunsthistoriker und damaligen Leiter der grafischen Abteilung Joseph Meder fachmännisch wieder in Einzelstücke zerlegen. Zahlreiche Einzelstücke des ehemaligen Klebebandes sind heute in der Sammlung von Handzeichnungen der Universität Salzburg zu finden.
Die erhaltenen Klebebände gelten deshalb heute als wertvolle, einzigartige Zeugnisse frühneuzeitlicher Druck- und Zeichenkunst und Geschichte und als Spiegelbilder des Wissens und der Wissensvermittlung ihrer Zeit. Sie wurden zum Teil inzwischen von Universitäten sowie öffentlichen Museen und Bibliotheken aufgekauft und werden wissenschaftlich ausgewertet. Viele Klebebände sind heute öffentlich zugänglich oder als Digitalisat verfügbar. Allein in der Fürstlich Waldeckschen Hofbibliothek im hessischen Bad Arolsen, die heute einer Stiftung gehört, sind 21 Klebebände vorhanden. Diese als „Arolser Klebebände“ bekannten Bücher wurden zwischen 2009 und 2012 im Rahmen eines Projektes der Universität Kassel mit Unterstützung der Deutschen Forschungsgemeinschaft komplett digitalisiert.

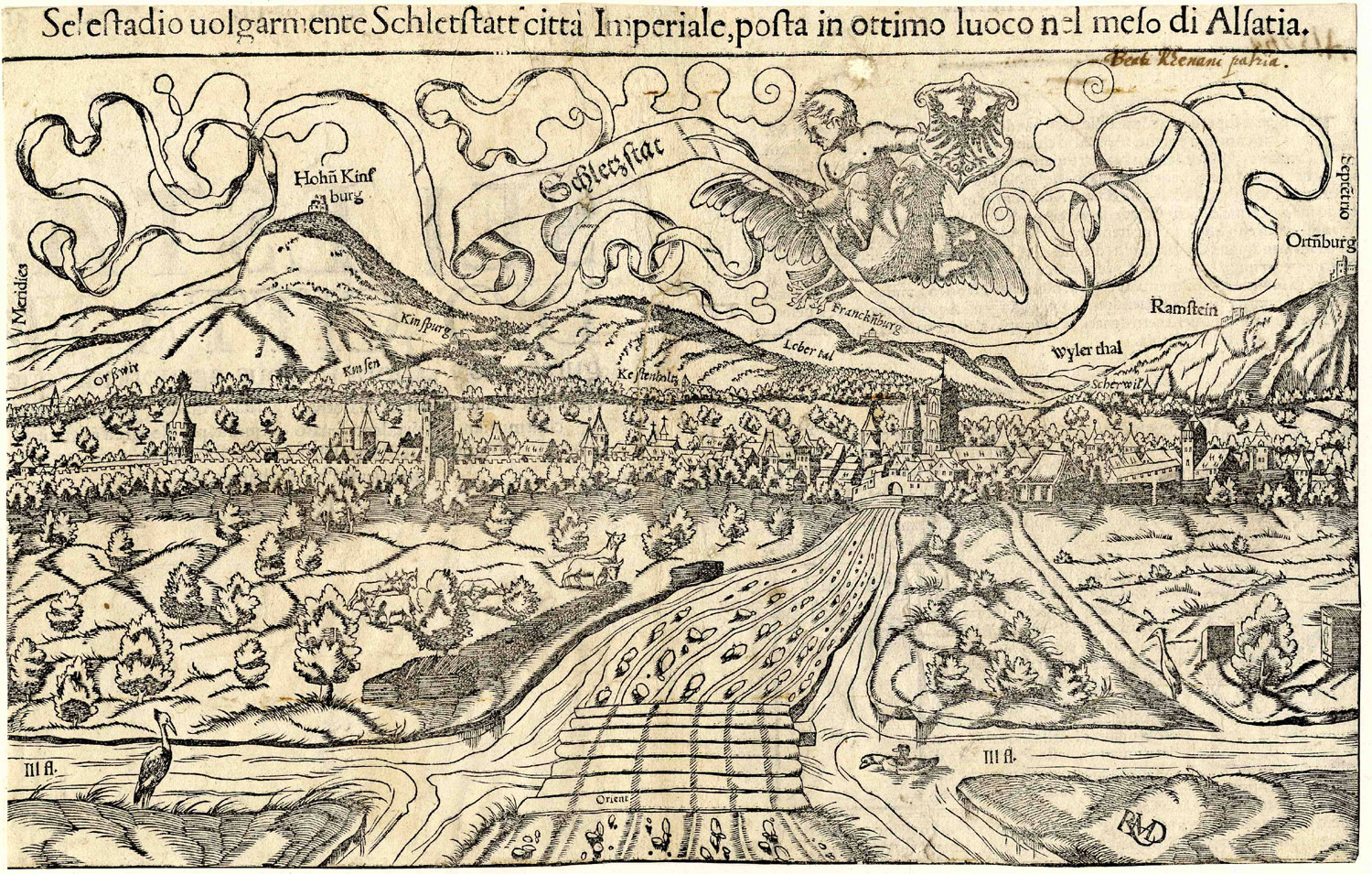
Ansicht von Schlettstatt vor 1550; Holzschnitt aus dem ehemaligen Wolf-Dietrich-Klebeband Städtebilder

## Bekannte Klebebände (Auswahl)
- Die insgesamt 155 Klebebände der Sammlung Nicolai[7] des württembergischen Generals und Militärschriftstellers Ferdinand Friedrich von Nicolai in der Württembergischen Landesbibliothek Stuttgart.
- Die Klebebände der Fürstlich Waldeckschen Hofbibliothek („Arolser Klebebände“)
- Der ehemalige „Wolf-Dietrich-Klebeband Städtebilder“ des Fürsterzbischofs Wolf Dietrich von Raitenau (1559–1617)
- Der Kleine Klebeband des Fürsten Maximilian Willibald von Waldburg-Wolfegg (1604–1667)
- Der „Becksche Klebeband“ mit Werken des Braunschweiger Kupferstechers Anton August Beck (1713–1787)
- Die „Malerakademie“-Klebebände des Salzburger Fürsterzbischofs Hieronymus von Colloredo (Erzbischof)[8]
- Die Klebebände der Oberlausitzischen Gesellschaft der Wissenschaften und der Milich'schen Bibliothek im Graphischen Kabinett des Kulturhistorischen Museums Görlitz
- Das "Album Morsianum" (1610–1640) des Rosenkreuzers Joachim Morsius in der Stadtbibliothek Lübeck